# Crnomorska flota
Crnomorska flota (ruski: Черноморский флот) je dio ratne mornarice Ruske Federacije, nasljednik nekadašnje Sovjetske Crnomorske flote koja je jedno vrijeme imala ambiciju postati rival američkoj 6. floti na Mediteranu. 

## Povijest
Crnomorsku flotu osnovao je knez Potemkin - 13. svibnja 1783., nakon ruske aneksije Krima 1783. Istodobno s osnivanjem flote, građen je i Sevastopolj, kao glavna pomorska baza te flote i brodogradilište u Nikolajevu. Osnivanje Crnomorske flote, bio je logički nastavak ruske ekspanzionističke politike prema jugu i Osmanskom Carstvu, koja je započela u 18. stoljeću, jer je Rusiji trebala flota sposobna da se suprotstavi Osmanlijama na Crnom moru. 
Crnomorska flota dokazala se već 1790. pobjedama nad Osmanlijama u Rusko-turskom ratu 1787. – 1792., Kao i pobjedama nad istom flotom u Prvom svjetskom ratu. Uspješno se nosila s rumunjskom flotom na početku Drugog svjetskog rata, kao i s gruzijskom mornaricom za vrijeme Rata u Južnoj Osetiji. 
Nakon raspada Sovjetskog Saveza - Ukrajina je 1992. tražila da cjelokupna flota pripadne njoj, na što je Rusija rezultno odgovorila da flota pripada njoj. To natezanje oko flote završilo je njenom podjelom 1997.
Ruska Crnomorska flota, dovela je i do krize oko Krima početkom 2014. naime pristajanje pro-ruskog predsjednika Ukrajine Viktora Janukoviča - 2010. da Rusiji produži zakup na luku u Sevastopolju do 2042., doveo je do demonstacija i njegovog rušenja, ali i ocjepljenja Krima. 
Ruska Crnomorska flota nakon podjele s Ukrajinom ima 41 ratni brod i 2 podmornice, koje poslužuje 11 000 časnika, dočasnika i mornara, uključujući i marince. 
Brodovi te flote stacionirani su po Crnom i Azovskom moru, ali ih je najviše u Sevastopolju koji je ostao sinonim za tu flotu.